# Marian Álvarez
María Ángeles Álvarez Cachero (Madrid, 1 de abril de 1978), cuyo nombre artístico es Marian Álvarez, es una actriz española de cine, teatro y televisión ganadora de un Premio Goya por su interpretación en la película La herida.

## Biografía
Nacida en Madrid en 1978, es hija de ama de casa y asesor fiscal. Se matriculó en la Universidad para estudiar en ciencias empresariales, aunque poco después ingresó en la escuela de interpretación Juan Carlos Corazza.
Debutó como actriz en televisión en el año 2000 con un pequeño papel en la serie El grupo, emitida por Telecinco. Desde ese momento su carrera se enfocó principalmente hacia producciones televisivas, donde alternó papeles menores con otros de mayor importancia. Su primer papel recurrente tuvo lugar en 2001, en 7 vidas, donde interpretó a Lucía durante siete capítulos.
En 2004, dio vida a Paloma en Sopa boba. Ese mismo año debutó en la gran pantalla en Incautos, de Miguel Bardem. En 2005 fue Esther en Motivos personales. Un año después formó parte del elenco de Tirando a dar a lo largo de siete capítulos. Mucho más duradera fue su participación en la longeva serie de Telecinco Hospital Central, donde su papel como la doctora Lola Sanz se prolongó durante los años 2007 y 2008 a lo largo de varias temporadas. También en 2007 protagonizó la cinta Lo mejor de mí de Roser Aguilar.
Tras finalizar su participación en Hospital Central, Álvarez protagonizó la miniserie La ira, de Daniel Calparsoro y emitida en Telecinco. Ese mismo 2009 participó Los sentidos de la muerte, miniserie emitida en TV3, y Bicho malo, serie de Atresmedia. 
En 2010 estrenó la película Bestezuelas, película dirigida por Carles Pastor que protagonizó junto a Gustavo Salmerón y Roger Casamajor. También ese año protagoniza la miniserie Vuelo IL 8714 de Telecinco, basada en el accidente de avión que se produjo en Barajas en agosto de 2008. Además, se puso en la piel de Matilde Solís-Beaumont en el biopic de Telecinco La duquesa, centrado en la vida de  Cayetana Fitz-James Stuart.
En 2012 volvió a la televisión nacional con un papel recurrente en la serie de Telecinco La fuga. En 2013 aparece en tres capítulos de la serie El don de Alba, también de Telecinco. Ese año protagoniza La herida, ópera prima de Fernando Franco, y que cuya interpretación le otorgan diversos premios entre los que destacan la Concha de plata a la mejor actriz del Festival de San Sebastián y el Premio Goya a la mejor interpretación femenina protagonista.
En 2015 formó parte del reparto coral de la comedia dramática Felices 140, de Gracia Querejeta y junto a Maribel Verdú, Antonio de la Torre y Eduard Fernández. Por dicha película fue nominada como mejor interpretación femenina de reparto en los Premios Goya, aunque el galardón recayó sobre Luisa Gavasa. También ese año protagonizó la película para televisión Teresa, donde encarnó a Santa Teresa de Jesús, y estrenó la cinta Lobos sucios, un thriller histórico de Simón Casal.
Álvarez ha centrado sus últimos años de carrera en el cine. En 2016 participó en Cien años de perdón de Daniel Calparsoro. El año siguiente estrenó La niebla y la doncella de Andrés M. Koppel , y Morir de Fernando Franco, donde comparte protagonismo con su pareja Andrés Gertrúdix. También en 2017 se incorporó a la serie de Movistar+ Velvet Colección, donde interpretó a Diana desde los últimos capítulos de la primera temporada.
En 2018 compaginó la segunda temporada de Velvet Colección con el estreno de las películas El cuaderno de Sara de Norberto López Amado y Cuando los ángeles duermen de Gonzalo Bendala. Además también participó en la serie de Movistar+ Todo por el juego, adaptación de la novela El fútbol no es así de Javier Tebas. En 2019 protagonizó Sordo junto a Hugo Silva, Asier Etxeandia y Aitor Luna.

## Filmografía

### Cine

#### Largometrajes
- Incautos (2004), como Miriam. Dirigida por Miguel Bardem.
- Semen, una historia de amor (2005), como enfermera. Dirigida por Daniela Fejerman e Inés París.
- A golpes (2005), como Mena. Dirigida por Juan Vicente Córdoba.
- Atropello (2006), como Laura. Dirigida por Manuel Estudillo.
- Lo mejor de mí (2007), como Raquel. Dirigida por Roser Aguilar.
- Bestezuelas (2010), como Perla. Dirigida por Carles Pastor.
- La herida (2013), como Ana. Dirigida por Fernando Franco.
- Felices 140 (2015), como Cati. Dirigida por Gracia Querejeta.
- Lobos sucios (2015), como Manuela. Dirigida por Simón Casal.
- Cien años de perdón (2016), como Cristina. Dirigida por Daniel Calparsoro.
- La niebla y la doncella (2017), como Carmen. Dirigida por Andrés M. Koppel.
- Morir (2017), como Marta. Dirigida por Fernando Franco.
- El cuaderno de Sara (2018), como Sara. Dirigida por Norberto López Amado.
- Cuando los ángeles duermen (2018), como Sandra. Dirigida por Gonzalo Bendala.
- El sueño de Malinche (2019), como Malinche (voz). Dirigida por Gonzalo Suárez.
- Sordo (2019). Dirigida por Alfonso Cortés-Cavanillas.
- Érase una vez en Euskadi (2021). Dirigida por Manu Gómez.

#### Cortometrajes
- Soberano, el rey canalla (cortometraje publicitario, 2001), de Miguel Bardem.
- El extra (2003), de Alberto Pernet.
- Limbo (2006), de Miguel Ángel Prieto.
- ¡Sálvame! (2007), de Javier Veiga.
- Frames (2009), de Beatriz Carretero y Alicia Medina.
- Agujero (2010), de Roberto San Sebastián.
- Aunque todo vaya mal (2011), de Cristina Alcázar.
- El otro (2012), de Jorge Dorado.

### Televisión
- El grupo (2000), como Ana - Telecinco.
- 7 vidas (2001), como Lucía (6 episodios) - Telecinco.
- A medias (2002), como Lola - Antena 3.
- La sopa boba (2004), como Paloma -  Antena 3.
- Motivos personales (2005), como Esther - Telecinco.
- Tirando a dar (2006), como Rebeca - Telecinco.
- Hospital Central (2007 - 2008), como Lola Sanz - Telecinco.
- La ira (2009), como Marina - Telecinco.
- Los sentidos de la muerte (2009), como Lidia - TV3 (miniserie).
- Bicho malo (2009) - Neox.
- Vuelo IL 8714 (2010), como Victoria - Telecinco (miniserie).
- La duquesa (2011), como Matilde Solís - Telecinco (miniserie).
- La fuga (2012), como Marta Romero - Telecinco.
- El don de Alba (2013), como Blanca - Telecinco.
- Los misterios de Laura (2014), como Aurora Guerra - Televisión Española.
- Teresa (2015), como Teresa - Televisión Española.
- Velvet Colección (2017-2018), como Diana Pastor - Movistar+.
- Todo por el juego (2018), como Susana Rearte - Movistar+.
- La unidad (2020-2023), como Miriam - Movistar+.
- 1992 (serie de televisión española) (2024), como Amparo - Netflix.

### Teatro
- Maribel y la extraña familia, dirigida por Ángel Fernández Montecinos.
- Tres sombreros de copa, dirigida por Gustavo Pérez Puig.

## Premios y candidaturas
Festival Internacional de Cine de San Sebastián
| Año  | Categoría                         | Película  | Resultado |
| ---- | --------------------------------- | --------- | --------- |
| 2013 | Concha de Plata a la mejor actriz | La herida | Ganadora  |

Premios Goya
| Año  | Categoría                                  | Película    | Resultado |
| ---- | ------------------------------------------ | ----------- | --------- |
| 2015 | Mejor interpretación femenina de reparto   | Felices 140 | Nominada  |
| 2013 | Mejor interpretación femenina protagonista | La herida   | Ganadora  |

Premios Feroz
| Año  | Categoría                 | Película    | Resultado |
| ---- | ------------------------- | ----------- | --------- |
| 2014 | Mejor actriz protagonista | La herida   | Ganadora  |
| 2016 | Mejor actriz de reparto   | Felices 140 | Nominada  |
| 2018 | Mejor actriz protagonista | Morir       | Nominada  |

Premios Platino
| Año  | Categoría                     | Película  | Resultado |
| ---- | ----------------------------- | --------- | --------- |
| 2014 | Mejor Interpretación Femenina | La herida | Nominada  |

Otros
2007
- Premio Leopardo de Plata a la mejor interpretación femenina en el Festival Locarno por Lo mejor de mí (2007), de Roser Aguilar.
- Premio a la mejor actriz en el Festival Internacional de Cortos FIB por ¡Sálvame! (2007), de Javier Veiga.
- Premio a la mejor actriz revelación en los premios Cartelera Turia de Valencia por Lo mejor de mí.

2008
- Nominación a los Fotogramas de Plata a la mejor actriz de cine por Lo mejor de mí.

2013
- Premio a Mejor Actriz en Lengua Española en los Premios Días de Cine 2013.
- Premio a la mejor actriz en el Festival de Cine Español de Toulouse por La herida.[26]
- Premio a la mejor interpretación femenina en el Festival del Cine y la Palabra (CiBRA) por La herida.
- Premio Astor de Plata a la mejor actriz en el Festival Internacional de Cine de Mar del Plata por La herida.

2014
- Premio a Mejor Actriz Protagonista en la I edición de los Premios Feroz por La herida.
- Premio a  Mejor Interpretación Femenina en la XIX edición de los Premios Cinematográficos José María Forqué por La herida.